# Veddesta (område)

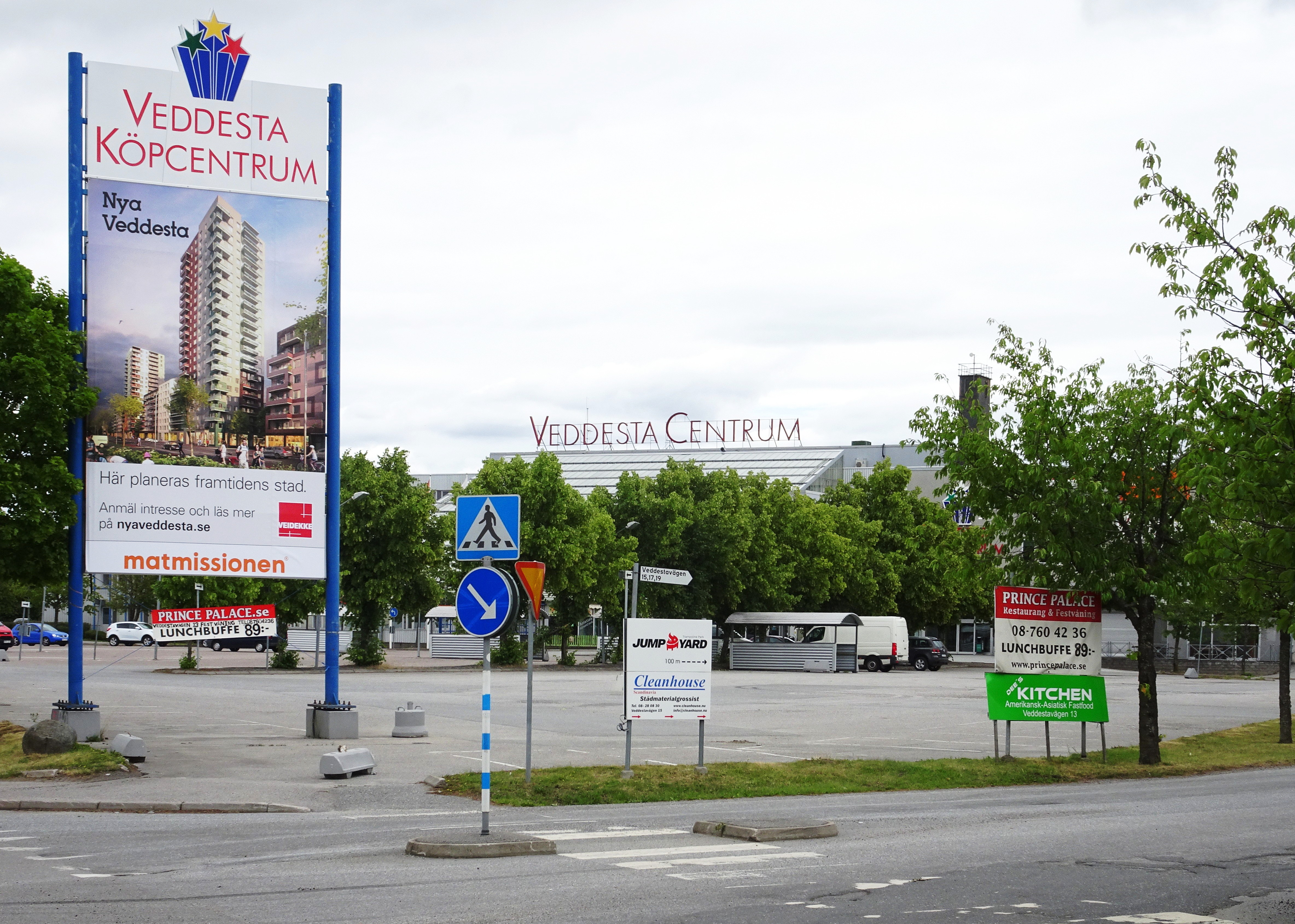
Veddesta centrum i juni 2018.

Veddesta är ett område i kommundelen Barkarby-Skälby inom Järfälla socken i Järfälla kommun. Området har sitt namn efter Veddesta gård som fanns här fram till 1983. För närvarande (2020) utarbetas ett omfattande program med syfte att förvandla Veddestas industriområde till en blandstad som inrymmer 4 000 till 5 000 nya bostäder.

## Veddesta gård

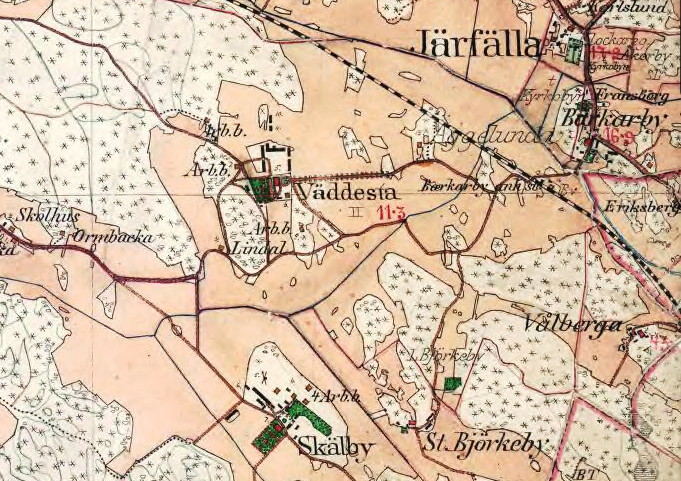
Veddesta kring sekelskiftet 1900.

Veddesta by fanns troligen redan under tidig vikingatid. Ett par hundra meter sydväst om gården ligger Fruns backe med ett stort gårdsgravfält bestående av över 70 synliga gravar. Det äldsta bevarade dokumentet om Veddesta är ett pergamentbrev från 1485, där man talar om försäljningen av ett jordområde som tillhörde Veddesta. 
På 1880-talet omfattade Veddesta 3 mantal. Gården Veddesta, med undantag av ett område söder om gården, köptes 1955 tillsammans med Äggelunda gård av Järfälla kommun. Veddesta och Äggelunda sammanlades 29 januari 1959 till kommunområdet Veddesta. Det resterande området köptes av kommunen 1964, samma år lades jordbruket ner. Det var då en inspektor och tre lantarbetare anställda, som arbetat på gården sedan 1930-talets mitt. Veddesta gårds huvudbyggnad låg strax öster om Fruns backe ungefär i hörnet vid dagens Veddestavägen / Saldovägen.

## Veddesta idag

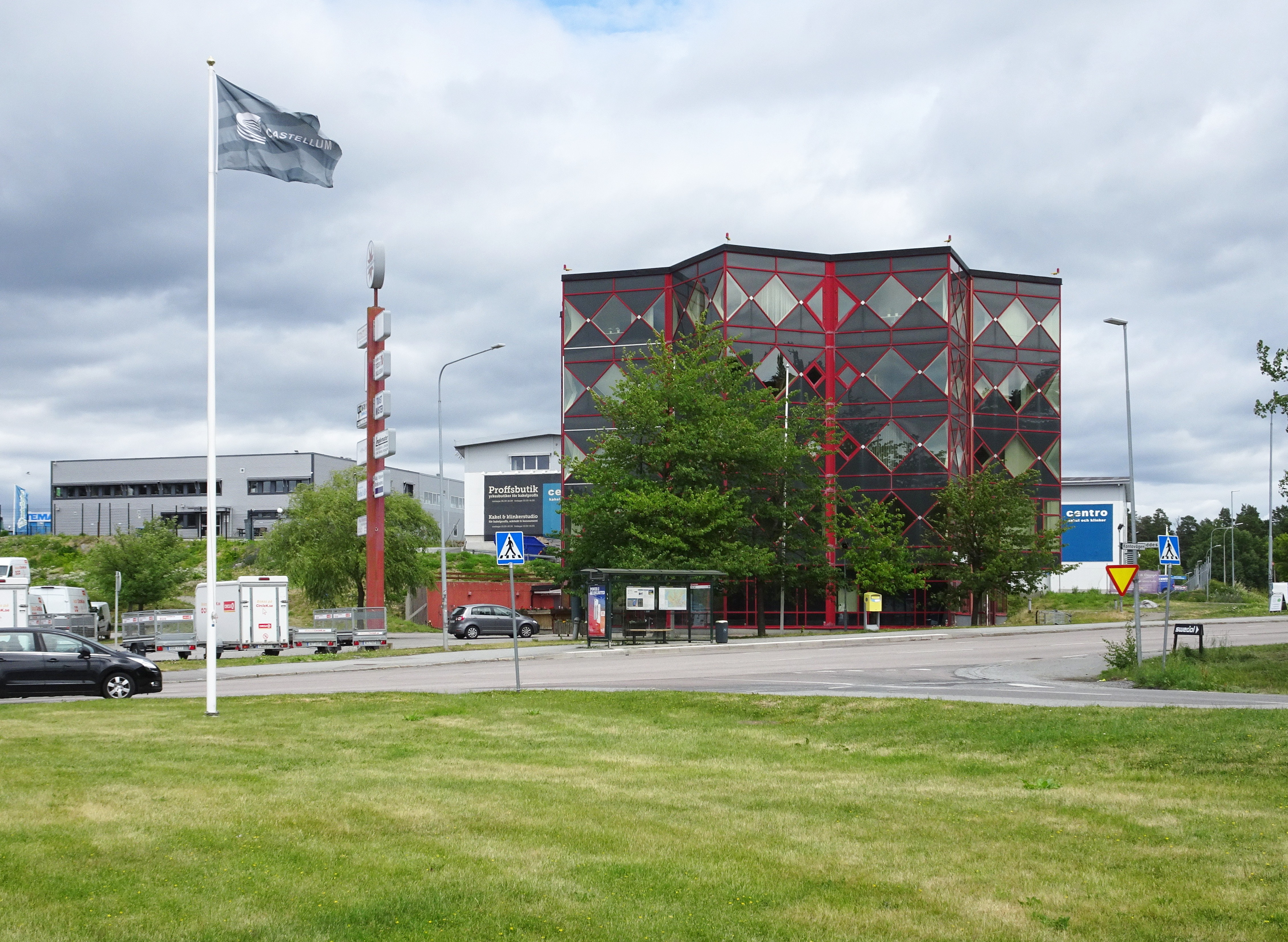
Kontorshus vid Girovägen.

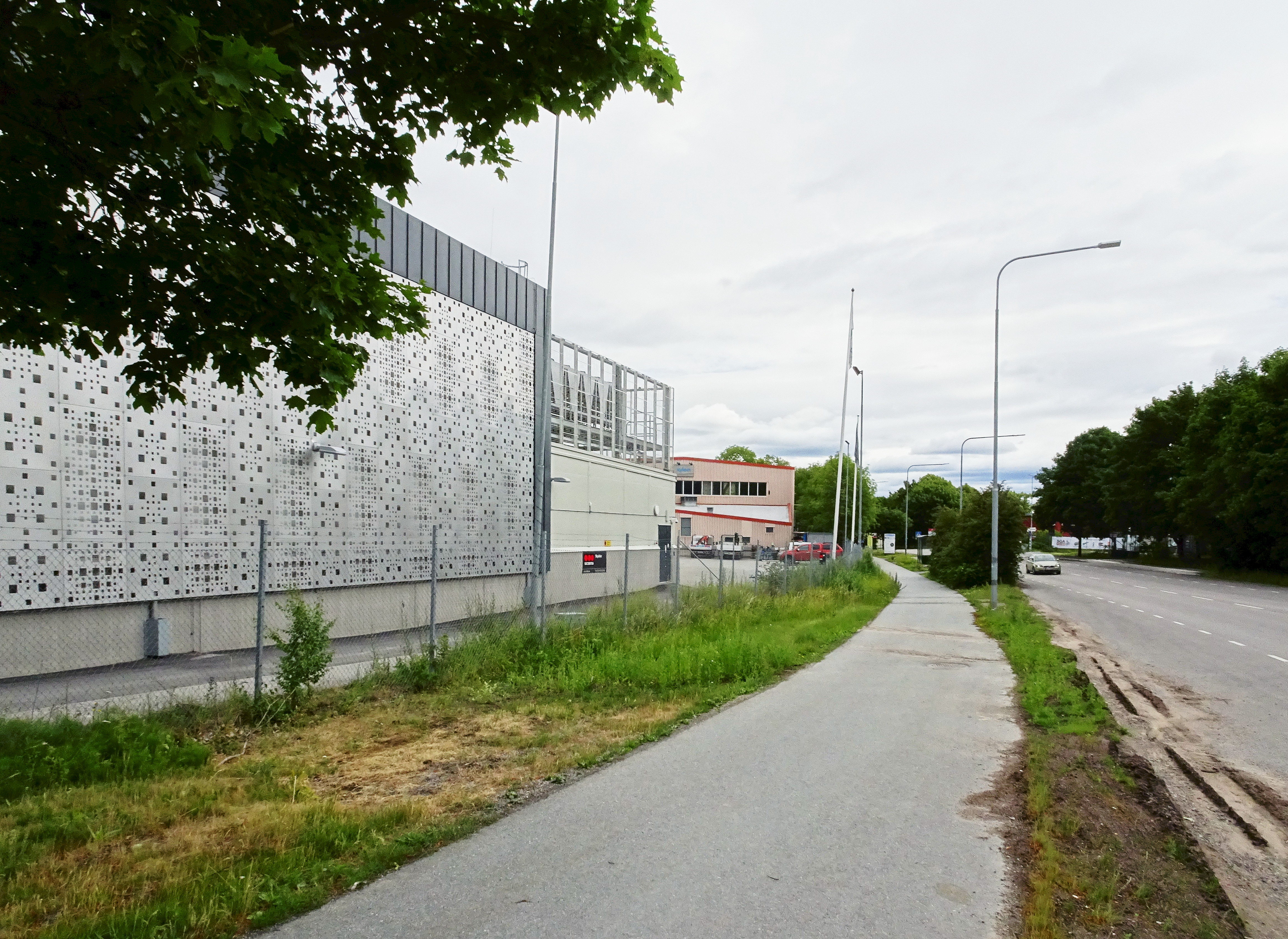
Veddestavägen mot sydost, 2018.

Veddesta är ett utpräglat industriområde som ligger nordväst om Barkarby pendeltågsstation. I Veddestas industriområde har bland annat Postnord en terminal och företaget Sandvik AB är etablerat här. Företag verksamma inom bilservice är vanligt förekommande; allt från däckservice, bildelar och plåt- och lackreparationer till biluthyrning och åkeritjänster. Här finns många företag inom varierande kategorier av sällanköpshandel såsom kyl- och värme, byggkeramik och badrumsprodukter men även inom traditionell sällanköpshandel som elektronik och möbler. 
I södra Veddesta finns även Komethallen med golf och badminton och Veddestavallens idrottsplats. Den täta bebyggelsen bryts av två större grönområden: Fruns backe med ett större gravfält och Kvarnbacken med lämningar efter en väderkvarn som tillhörde Veddesta gård. I Veddesta centrum fanns ett mindre köpcentrum med flera lågprisbutiker. År 2015 förvärvade Nordr (fd Veidekke Eiendom) hela anläggningen med avsikt att bygga 1 200 bostäder. Veddesta centrum revs helt till hösten 2020.
Den nuvarande Veddestavägen som är genomfartsled i området var tidigare en smal väg, som skilde Veddesta gårds mangårdsbyggnad från ekonomibyggnaderna. Vägen har breddats kraftigt och endast rester av den en gång praktfulla gårdsallén finns kvar. Andra gator i området är uppkallade efter kontors- och faktureringstermer, som Kontorsvägen, Saldovägen, Fakturavägen och Girovägen.

## Nya Veddesta
Järfälla kommun fastställde år 2017 två nya detaljplaner (etapp I och II) för Veddesta. Syftet med etapp I är att ge förutsättningar för Veddesta att utvecklas till en blandstad som inrymmer bostäder, kontor, service och andra verksamheter samt att ta tillvara och utveckla goda kollektivmöjligheter. Totalt planeras för omkring 4 000 till 5 000 nya bostäder och höghus med upp till 32 våningar. Etapp II skall möjliggöra exploatering i form av ett sjukhus samt äldreboende, trygghetsboende, studentbostäder eller annan typ av bostäder.